# Никульское (Суздальский район)
Нику́льское — село в Суздальском районе Владимирской области России, входит в состав Новоалександровского сельского поселения.

## География
Село расположено в 14 км на северо-запад от центра поселения села Новоалександрово и в 27 км на северо-запад от Владимира.

## История
В старинных письменных документах село Никульское в первый раз упоминается в «царской жалованной несудимой грамоте Московскому Новодевичьему монастырю 1662 года». Село Никульское, как видно из этой грамоты, пожертвовано Новодевичьему монастырю царем и великим князем Иоанном Васильевичем Грозным. Церковь села Никульского в книгах патриаршего казенного приказа записана под 1628 годом как церковь великого Чудотворца Николы в вотчине Суздальского Спасо-Евфимиева монастыря. В 1729 году ветхая деревянная Николаевская церковь была разобрана и поставлена была новая деревянная с честь того же Святителя и Чудотворца Николая. Эта церковь существовала до 1828 года, когда на средства прихожан была построена каменная церковь с колокольней в честь Покрова Пресвятой Богородицы с теплыми приделами во имя Святителя и Чудотворца Николая и в честь Архистратига Божьего Михаила. Приход состоял из села и деревни Подвязье.   
В конце XIX — начале XX века село входило в состав Петроковской волости Владимирского уезда.
С 1929 года село являлось центром Никульского сельсовета Ставровского района, с 1935 по 1945 год Небыловского района, с 1965 года — в составе Клементьевского сельсовета Суздальского района.

## Население
| 1859 | 1897 | 1926 |
| ---- | ---- | ---- |
| 801  | 818  | 843  |

| 1859 | 1897 | 1905 | 1926 | 2002 | 2010 | 2021 |
| ---- | ---- | ---- | ---- | ---- | ---- | ---- |
| 801  | ↗818 | ↗973 | ↘843 | ↘46  | ↘42  | ↘16  |

## Достопримечательности
В селе находится недействующая Церковь Николая Чудотворца (1828).